# Guerre de la Plata
Vous lisez un « bon article » labellisé en 2011.
La guerre de la Plata, connue aussi sous le nom de guerre contre Oribe et Rosas, a opposé, entre le 18 août 1851 et le 3 février 1852, la Confédération argentine à une coalition composée de l'empire du Brésil, de l'Uruguay et de deux provinces argentines : Entre Ríos et Corrientes. Cette guerre est liée à une rivalité de longue date opposant l'Argentine et le Brésil à propos de leur influence respective sur l'Uruguay et le Paraguay, et le contrôle des régions limitrophes du Río de la Plata. Le conflit a lieu en Uruguay, sur le Río de la Plata et dans le Nord de l'Argentine (la région de la Plata).
En 1850, la région de la Plata est politiquement instable. Le gouverneur de Buenos Aires, Juan Manuel de Rosas, utilise son poste pour exercer un contrôle dictatorial sur les autres provinces argentines. Bien qu'il contrôle presque tout le pays, Rosas doit faire face à une série de rébellions régionales. L'Uruguay a sombré dans la guerre civile après sa sécession d'avec le Brésil, en 1828. Or, Juan Manuel de Rosas considère que ce pays fait partie de la sphère d'influence de l'Argentine et prend parti pour le parti Blanco uruguayen. Le dictateur souhaite également étendre les frontières de l'Argentine pour récupérer les territoires qui faisaient partie de l'ancienne vice-royauté du Río de la Plata, autrement dit l'Uruguay, le Paraguay et la Bolivie. Cet objectif menace les intérêts et la souveraineté du Brésil car l'ancienne vice-royauté comprenait aussi des territoires incorporés dans la province brésilienne du Rio Grande do Sul. L'empire du Brésil décide donc de se donner les moyens d'éliminer Rosas et la menace qu'il représente.
Le Brésil s'allie alors avec les provinces séparatistes argentines de Corrientes et d'Entre Ríos (dirigée par Justo José de Urquiza). Rejoints par la faction uruguayenne anti-Rosas, les coalisés sécurisent leur flanc nord en s'alliant avec le Paraguay et la Bolivie. Face à cette menace, Juan Manuel de Rosas déclare la guerre au Brésil mais les forces alliées pénètrent en territoire uruguayen, où elles battent les partisans de Rosas, dirigés par Manuel Oribe.
Une fois l'Uruguay sécurisé, l'armée alliée est divisée en deux : le gros des troupes progresse par voie terrestre sur le territoire argentin pour affronter les principales forces de Rosas, le reste se prépare à lancer une attaque navale contre la capitale argentine. La guerre se termine en 1852 par la victoire des alliés lors de la bataille de Caseros. L'empire du Brésil établit ainsi son hégémonie sur une grande partie de l'Amérique du Sud, ce qui marque le début d'une période de stabilité économique et politique pour le pays. Juan Manuel de Rosas disparu, l'Argentine va commencer un lent processus qui va aboutir à en faire un État plus soudé. Mais la fin de la guerre n'a pas résolu tous les problèmes dans la région. La crise se poursuit au cours des années suivantes : des conflits entre factions politiques secouent l'Uruguay tandis qu'une longue guerre civile divise l'Argentine et qu'un pouvoir fort émerge au Paraguay et fait valoir ses revendications. Durant les deux décennies suivantes, se produisent dans la région deux autres grandes guerres internationales, suscitées par des ambitions territoriales et des conflits d'influence divergents.

## Circonstances

### Guerres civiles en Argentine

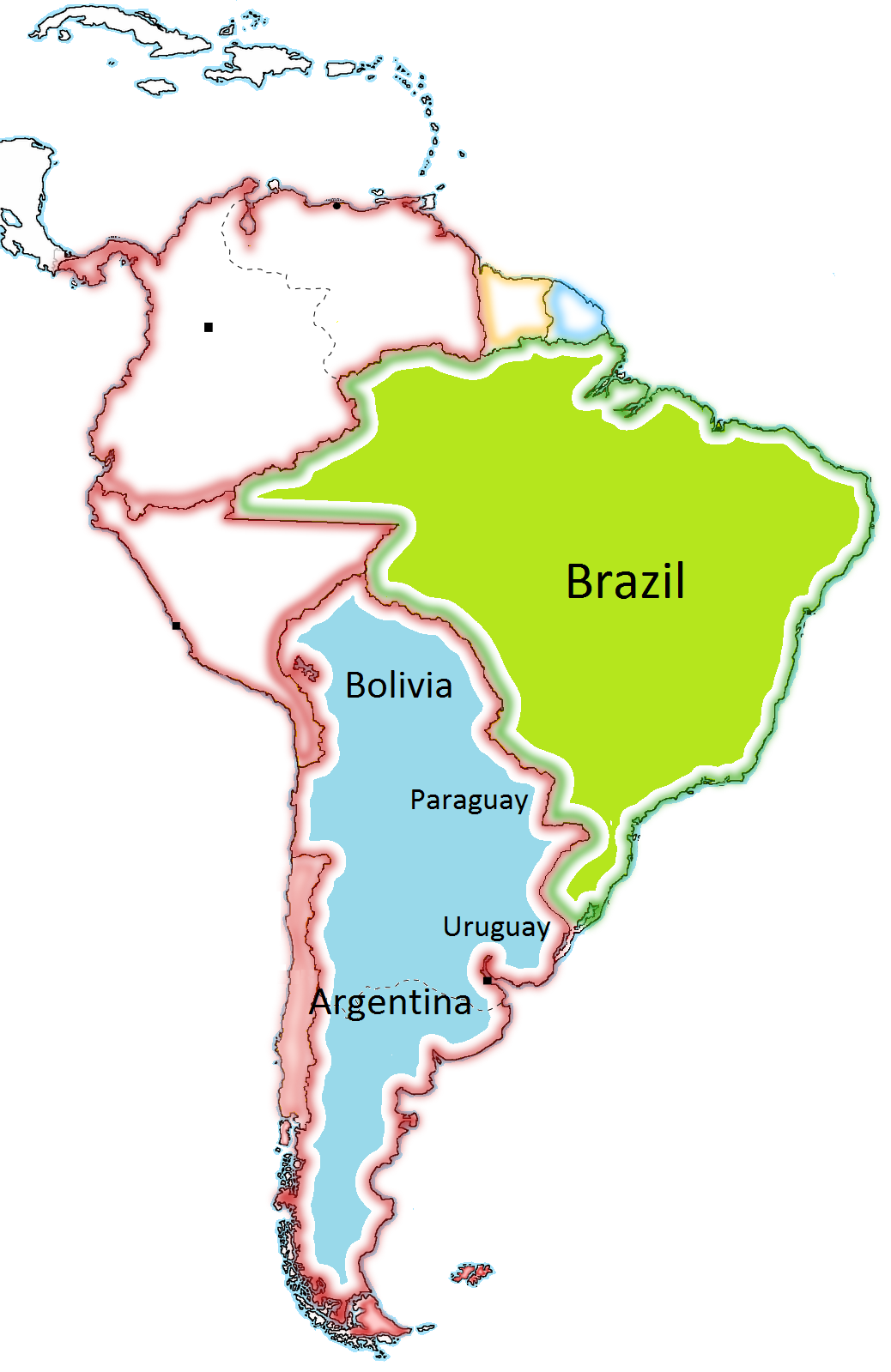
La vice-royauté du Río de la Plata, colonie espagnole, en bleu et le Brésil, colonie portugaise, en vert, à la fin du XVIIIe siècle. Le territoire du Río de la Plata éclate entre Argentine, Bolivie, Brésil, Paraguay et Uruguay après l'indépendance.

Juan Manuel de Rosas devient gouverneur de Buenos Aires après une brève période d'anarchie qui suit la fin de la guerre de 1828 entre l'Argentine et le Brésil. En théorie, Rosas n'a pas plus de pouvoir que les gouverneurs des autres provinces mais, dans la réalité, il dirige l'ensemble de la Confédération argentine, nom sous lequel est alors connu le pays. Bien qu'il appartienne au groupe fédéraliste, une faction qui exige une plus grande autonomie provinciale, Rosas a, en pratique, sous son contrôle les autres provinces et est le dirigeant virtuel de l'Argentine,,. Au cours de ses 20 ans de gouvernement, le pays assiste à la résurgence des conflits armés entre les unitaristes et les fédéralistes,,.
Juan Manuel de Rosas souhaite recréer l'ancienne vice-royauté du Río de la Plata et cherche à construire un puissant État républicain autour de l'Argentine,,,,,. La vice-royauté défunte a éclaté en plusieurs nations après l'obtention de l'indépendance au début du XIXe siècle. Pour parvenir à la reconstruire, le gouvernement argentin a besoin d'annexer les trois pays voisins, la Bolivie, l'Uruguay et le Paraguay, ainsi que de récupérer une partie du sud du Brésil. Mais, pour mettre en œuvre ses projets, Juan Manuel de Rosas doit d'abord trouver dans la région des personnalités qui partagent son point de vue. Dans un certain nombre de cas, il s'implique dans la politique intérieure des pays voisins, aidant les partisans de l'union avec l'Argentine, et finançant même parfois des rébellions et des guerres,.
Le Paraguay est, depuis 1811, une nation souveraine mais n'est reconnu par aucun pays. En Argentine, il est considéré comme une province rebelle. Le dictateur paraguayen José Gaspar Rodriguez de Francia a décidé que la meilleure façon de maintenir son propre pouvoir et l'indépendance du Paraguay vis-à-vis de l'Argentine est d'isoler son pays du monde extérieur. C'est pour cette raison que, jusqu'en 1840, il évite d'établir des relations diplomatiques avec d'autres états. À la mort de Francia, cette politique commence à changer et son successeur, Don Carlos Antonio López, signe deux traités internationaux en juillet 1841. Ce sont les accords « d'amitié, de commerce et de navigation » et de « frontières » conclus avec la province argentine de Corrientes qui a rompu avec l'Argentine de Rosas. Pendant ce temps, Juan Manuel de Rosas fait pression sur le Paraguay, continue à refuser de reconnaître son indépendance et met en place un blocus empêchant le trafic international à destination et en provenance du Paraguay par le fleuve Paraná.

### LaGuerra Grande
Les troubles internes en Uruguay, dont la longue guerre civile qui s'y déroule, « la Guerra Grande » (la Grande Guerre), sont un des principaux facteurs qui mènent à la guerre de la Plata. L'ancienne province brésilienne cisplatine est devenue la République Orientale d'Uruguay après la guerre de Cisplatine mais le pays n'a pas tardé lui aussi à être la proie d'une longue guerre civile entre ses deux partis politiques : les Blancos, dirigés par Don Juan Antonio Lavalleja, et les Colorados, dirigés par Don Fructuoso Rivera.
Juan Manuel de Rosas, le dictateur argentin, aide financièrement et militairement Juan Antonio Lavalleja et ses partisans. En 1832, Lavalleja commence également à recevoir de l'aide de Bento Gonçalves, un soldat et un fermier de la province brésilienne de Rio Grande do Sul. En 1835, Rosas encourage donc Gonçalves à se rebeller contre le gouvernement brésilien, cherchant à permettre à l'Argentine d'annexer le Rio Grande do Sul,. Ensemble, Lavalleja et Gonçalves lancent une campagne militaire en Uruguay, qui s'accompagne de violences et de pillages. Gonçalves trahit alors Rosas et Lavalleja et s'allie au chef colorado Fructuoso Rivera,. Tous deux envahissent l'Uruguay et occupent la plus grande partie du pays en dehors des environs de la capitale, Montevideo. Vaincu, le président uruguayen Manuel Oribe démissionne de son poste de président, et s'enfuit en Argentine.
Juan Manuel de Rosas est déterminé à rétablir la suzeraineté de l'Argentine sur l'Uruguay et à se venger de Gonçalves. Il décide de mener une série d'interventions dans le pays. En 1839, une armée dirigée par Lavalleja, Oribe et Justo José de Urquiza (le gouverneur de la province d'Entre Rios), est rapidement repoussée par Rivera. À ce moment-là, Lavalleja ne veut plus participer au conflit et ne joue plus aucun rôle dans la guerre civile. Rosas envoie une nouvelle armée d'Argentins et d'Uruguayens en 1845, dirigés par Oribe et Urquiza qui, cette fois, bat les forces de Rivera, tuant les survivants. Rivera, qui est l'un des rares à pouvoir s'enfuir, s'exile à Rio de Janeiro,. Les Colorados n'ont plus le pouvoir que dans Montevideo, que les forces d'Oribe commencent à assiéger. La violence en Uruguay dégénère et les hommes d'Oribe tuent plus de 17 000 Uruguayens et 15 000 Argentins pendant ce conflit.
Oribe, assuré du contrôle de presque tout l'Uruguay, peut se lancer dans l'invasion du sud du Brésil, où ses forces volent du bétail, pillent des ranchs et tuent leurs ennemis politiques. Plus de 188 exploitations brésiliennes sont attaquées, 814 000 bovins et 16 950 chevaux volés. Les Brésiliens décident de se venger et mènent des raids en Uruguay, qui est alors connu localement sous le nom de « Californie »,, en référence à la violence dans l'Ouest de l'Amérique du Nord lors de la révolte de la Californie contre le Mexique, sa brève indépendance puis son annexion par les États-Unis,. D'autres conflits éclatent avec le soutien persistant de Rosas et des Blancos et l'anarchie règne sur de vastes zones de la région, y menaçant de plus en plus le commerce. Les deux grandes puissances de l'époque, la France et la Grande-Bretagne, sont amenées à déclarer la guerre à l'Argentine. Buenos Aires subit des attaques répétées des flottes anglo-françaises et doit soutenir plusieurs blocus. Le gouvernement argentin réussit à organiser une résistance efficace, sans toutefois arriver à la paix en 1849,.

### L'empire du Brésil réagit

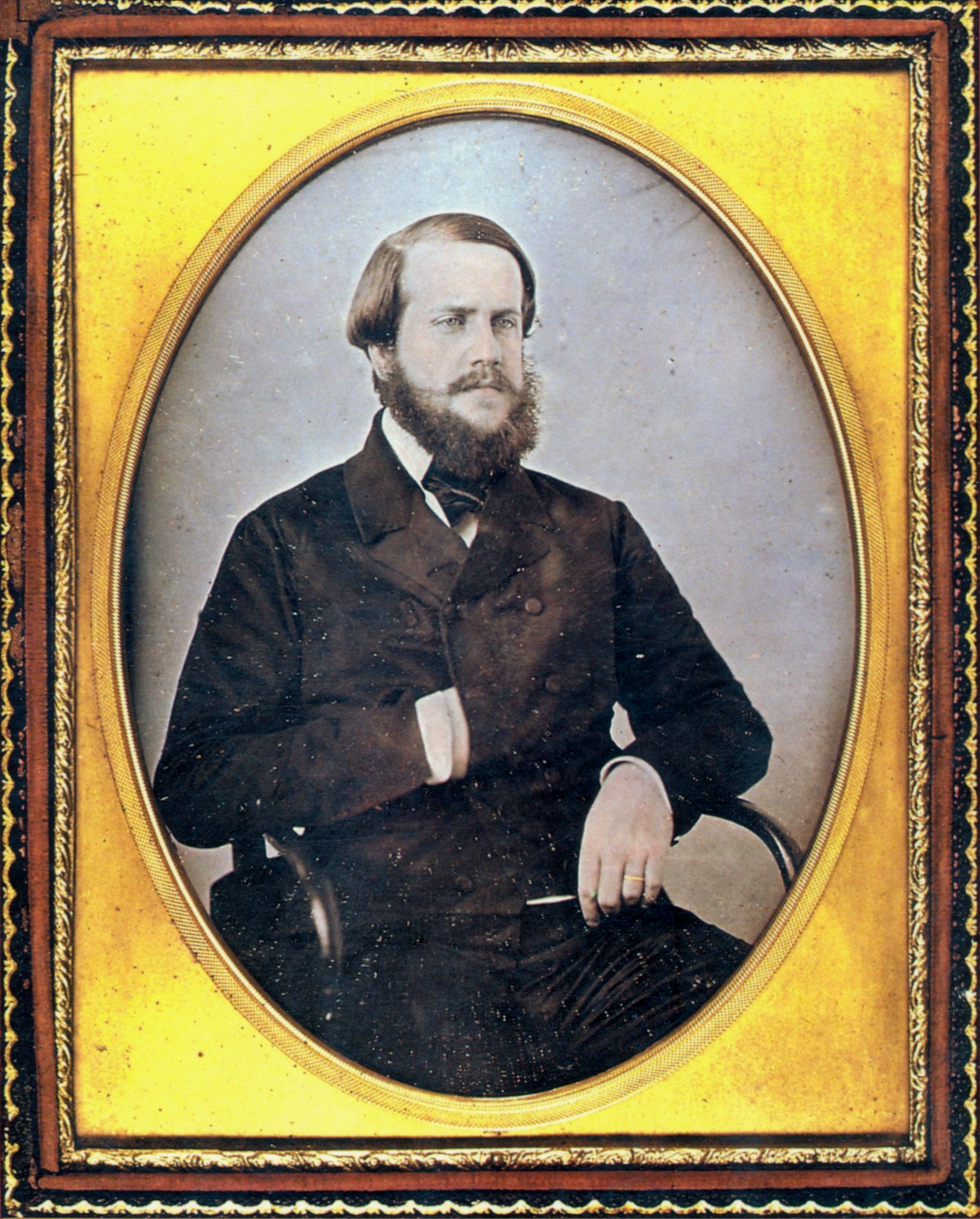
L'Empereur Pierre II du Brésil vers l'époque de la guerre de la Plata.

Au milieu du XIXe siècle, l'empire du Brésil est la plus riche et puissante nation d'Amérique latine. Il s'est développé sous le régime libéral d'une monarchie constitutionnelle et peut se vanter de l'absence de caudillos, de dictateurs et de coups d'État si communs à travers le reste du continent. Toutefois, pendant la minorité de l'empereur Pierre II, dans les années 1830, le pays a connu des rébellions internes et des conflits locaux pour le pouvoir dans quelques provinces. L'un d'eux, la guerre des Farrapos, était dirigé par Gonçalves.
Pour l'empire du Brésil, les projets expansionnistes de l'Argentine représentent une menace grave pour ses états méridionaux. L'annexion du Paraguay et de l'Uruguay par l'Argentine et le contrôle du Rio de la Plata et de ses affluents par des forces hostiles, couperait les communications maritimes et fluviales entre la province brésilienne du Mato Grosso et Rio de Janeiro,. Sans transport fluvial, la liaison entre la capitale et la province aurait exigé des mois de voyage par terre au lieu de quelques jours par mer. Le Brésil ne tient pas non plus à partager une frontière directe avec l'Argentine car il craint d'être plus vulnérable à une invasion par Rosas,.
Cependant, les membres du gouvernement brésilien ne parviennent pas à un accord quant à la façon d'aborder le danger représenté par Juan Manuel de Rosas. Certains ministres préconisent la recherche d'une solution pacifique à tout prix. Ils craignent que le Brésil soit mal préparé pour la guerre et qu'une défaite conduise à une situation similaire au chaos connu après la perte du Cisplatine dans les années 1820 et qui se termina par l'abdication de Pierre Ier, le père de l'empereur. D'autres ministres pensent au contraire que seule une intervention militaire peut éliminer la menace argentine. En 1849, Paulino José Soares de Sousa (es), un partisan de la guerre et qui est fait, plus tard, vicomte d'Uruguay, est nommé ministre des Affaires étrangères. Soares exprime clairement son intention de traiter directement avec l'Argentine, sans aide étrangère, annonçant que le « Gouvernement impérial ne désire pas ou ne juge pas pratique une alliance avec la France ou toute autre nation européenne relative aux problèmes dans la région de Platine. Il comprend qu'ils doivent être résolus par les nations qui en sont étroitement proches. Il ne veut pas admettre d'influence européenne en Amérique ». L'empire du Brésil est déterminé à étendre sa zone d'influence sur le sous-continent.
Le gouvernement brésilien prend une décision risquée pour résoudre le problème. Au lieu de mettre en place la conscription, ce qui aurait été coûteux pour le pays, il décide de s'appuyer sur son armée de métier. Il envoie un contingent dans le sud pour sécuriser la région. Le Brésil a l'avantage de posséder une marine puissante et moderne, avec une armée professionnelle expérimentée, entraînée par des années de guerre interne et externe. Or, à l'époque, aucun autre pays d'Amérique du Sud ne possède de vraie marine ou d'armée de métier. Les forces de Rosas et Oribe sont en grande partie composées de troupes irrégulières empruntées aux caudillos qui les soutiennent. Ainsi, une décennie plus tard, l'Argentine est toujours incapable de déployer une armée de 6 000 hommes. Le Brésil décide également d'adopter contre son ennemi les propres tactiques de Rosas en finançant ses adversaires pour l'affaiblir à la fois à l'intérieur et à l'extérieur,,.

## Le début de la guerre

### Alliance contre Juan Manuel de Rosas

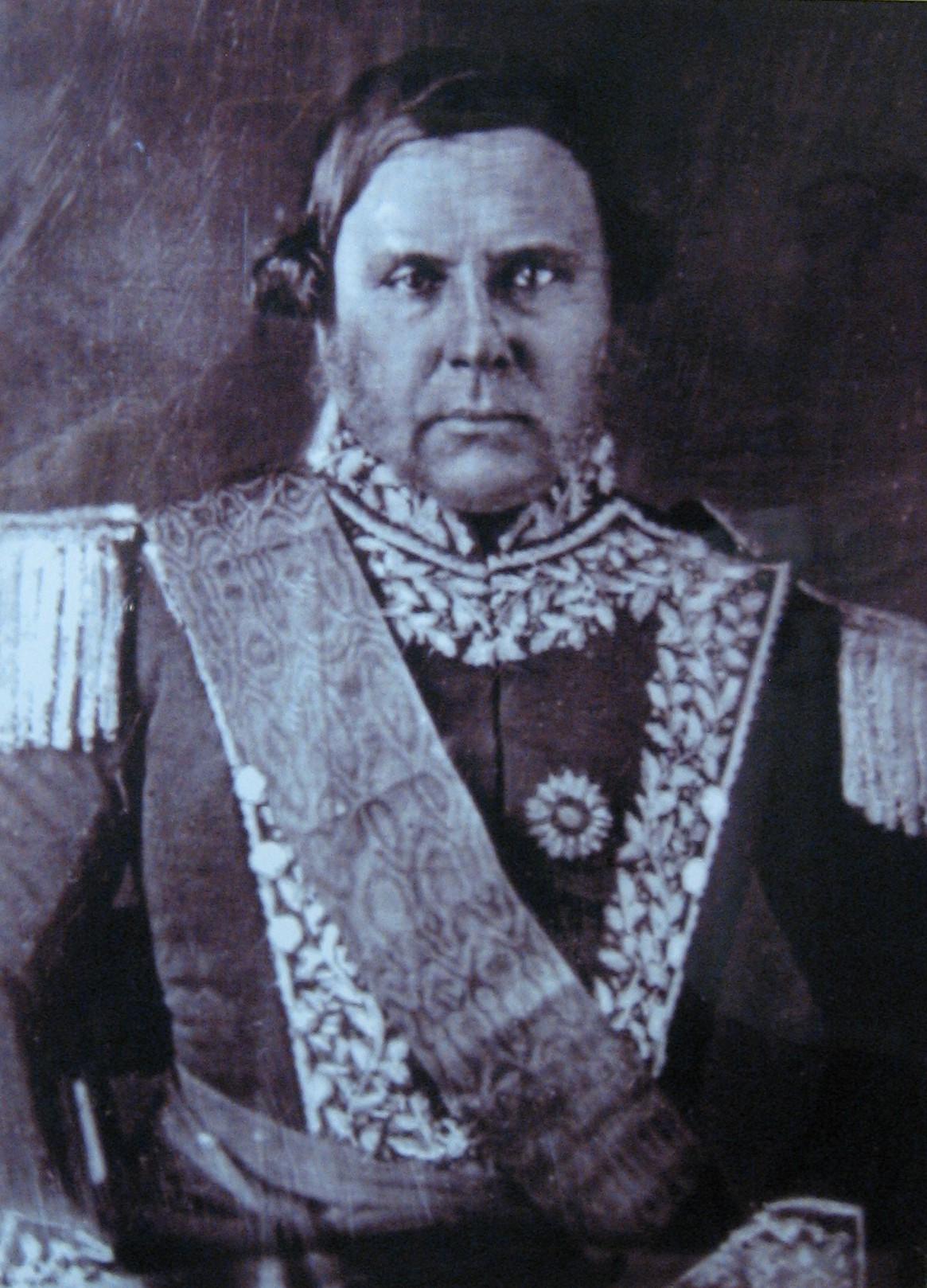
Justo José de Urquiza, gouverneur de la province d'Entre Ríos.

Le gouvernement brésilien crée une alliance régionale contre Rosas et envoie une délégation dirigée par Honório Hermeto Leão Carneiro (futur marquis de Paraná), ministre plénipotentiaire dans la région. Il est assisté par José Maria da Silva Paranhos (qui est fait plus tard vicomte de Rio Branco). Le Brésil signe un traité avec la Bolivie ; celle-ci accepte de renforcer ses défenses frontalières afin de dissuader toute attaque de Rosas mais refuse de fournir des troupes pour une guerre contre l'Argentine. Les isolationnistes paraguayens sont plus difficiles à convaincre. Le Brésil fait d'abord des ouvertures, devenant ainsi le premier pays à reconnaître officiellement l'indépendance du Paraguay en 1844 ce qui conduit rapidement à l'établissement d'excellentes relations diplomatiques entre les deux pays. L'ambassadeur du Brésil au Paraguay, Pimenta Bueno, devient ainsi conseiller privé de Carlos López. Une alliance défensive est signée le 25 décembre 1850, entre le Brésil et le Paraguay par laquelle López accepte de fournir des chevaux à l'armée brésilienne. Le Paraguay refuse toutefois de fournir des troupes pour lutter contre Rosas car il craint que Justo José Urquiza, le chef de la province argentine d'Entre Rios, qui avait envahi l'Uruguay en 1839 et en 1845, en profite pour annexer le Paraguay.
Le rôle du Brésil dans la guerre civile uruguayenne se précise. Luis Alves de Lima e Silva, comte de Caxias, assume la présidence (en tant que gouverneur) de l'État du Rio Grande do Sul et le commandement de quatre divisions de l'armée brésilienne basées dans la province. À partir de 1849, le gouvernement impérial aide directement le gouvernement colorado uruguayen assiégé dans Montevideo et, le 6 septembre 1850, le représentant de l'Uruguay, Lamas Andres, signe un accord avec le ministre et banquier brésilien Irineu Evangelista de Sousa pour envoyer de l'argent destiné au gouvernement de Montevideo par l'intermédiaire de sa banque,,. Le 16 mars 1851, le Brésil déclare ouvertement soutenir le parti colorado uruguayen contre Oribe, ce qu'il faisait secrètement depuis plus de deux ans. Naturellement, cela déplaît au gouvernement argentin et les forces des deux états commencent à se mobiliser pour la guerre,.
Le Brésil tente également de trouver des appuis contre Juan Manuel de Rosas en Argentine même et rencontre un certain succès. Le 1er mai 1851, Urquiza, le gouverneur de la province argentine d'Entre Rios, déclare à Rosas que « la volonté de son peuple est de reprendre tout l'exercice de sa propre souveraineté qui avait été déléguée au gouverneur de Buenos Aires ». Puis, c'est au tour du gouverneur de la province de Corrientes, Benjamín Virasoro, d'envoyer le même message. Le Brésil encourage et soutient financièrement les deux soulèvements. L'une des raisons de la trahison de Rosas par Urquiza est une rivalité de longue date. Rosas a essayé plusieurs fois de faire remplacer Urquiza depuis 1845 et il soupçonne le caudillo de vouloir le renverser. Ceci sert de prétexte à une intervention militaire brésilienne : le Brésil envoie une force navale dans la région de la Plata, près du port de Montevideo. L'amiral britannique John Pascoe Grenfell, un vétéran de la guerre d'indépendance du Brésil et de la guerre entre l'Argentine et le Brésil, est nommé à la tête de la flotte qui atteint Montevideo le 4 mai 1851. Sa flotte comprend une frégate, sept corvettes, trois bricks et six navires à vapeur,. La marine de guerre brésilienne a, en 1851, un total de cinquante neuf navires de divers types dont trente six voiliers armés, dix bateaux à vapeur armés, sept voiliers désarmés et 6 navires de transport à voile.
L'Uruguay, le Brésil et les provinces argentines d'Entre Rios et de Corrientes signent un traité d'alliance offensive contre Rosas, le 29 mai 1851. Le texte déclare que l'objectif des alliés est de protéger l'indépendance de l'Uruguay, de pacifier son territoire et d'en expulser les forces d'Oribe. Urquiza doit assurer le commandement des forces argentines et Eugenio Garzón conduire les Uruguayens colorados, les deux armées bénéficiant d'une aide financière et militaire de l'empire du Brésil. La signature est suivie, le 2 août 1851, du débarquement d'un premier détachement brésilien en Uruguay. Composé d'environ 300 soldats du 6e bataillon de tirailleurs, il est chargé de protéger Fuerte del Cerro (Fort Cerro). En réponse, Rosas déclare la guerre au Brésil le 18 août 1851.

### Invasion alliée de l'Uruguay
Le comte de Caxias, qui commande une armée brésilienne de 16 200 soldats professionnels, pénètre en Uruguay le 4 septembre 1851. Ses troupes se composent de quatre divisions, avec 6 500 fantassins, 8 900 cavaliers, 800 artilleurs et 26 canons, soit un peu moins de la moitié de la totalité de l'armée brésilienne (37 000 hommes) ; tandis que 4 000 autres de ses hommes sont restés au Brésil pour protéger la frontière.
L'armée brésilienne entre en Uruguay en trois groupes. La principale force, composée des 1re et 2e divisions, soit environ 12 000 hommes sous le commandement personnel de Caxias pénètre à l'ouest de Santana do Livramento. La seconde force, la 4e division, sous le commandement du colonel David Canabarro, part de Quaraí et est chargée d'assurer la protection du flanc droit de Caxias. La troisième force, la 3e division, sous les ordres du général de brigade José Fernandes, part de Jaguarão pour assurer la protection de l'aile gauche de Caxias. La 4e division de Canabarro rejoint les troupes de Caxias peu de temps après son arrivée dans la ville uruguayenne de Frutuoso et les deux forces vont se joindre aux forces de Fernandes juste avant d'atteindre Montevideo.

### Défaite de Manuel Oribe
Pendant ce temps, les troupes d'Urquiza et d'Eugenio Garzón ont encerclé l'armée d'Oribe près de Montevideo. Leurs forces sont estimées à environ 15 000 hommes, soit presque le double des 8 500 hommes d'Oribe. Conscient du fait que les Brésiliens approchent et sachant qu'il n'a aucun espoir de victoire, Manuel Oribe ordonne, le 19 octobre, à ses troupes de se rendre sans combattre et se retire dans sa ferme à Paso del Molino. La flotte brésilienne, avec ses navires dispersés sur le Rio de la Plata et ses affluents, empêche l'armée vaincue d'Oribe de s'enfuir vers l'Argentine, et la plus grande partie d'elle est faite prisonnière. Urquiza propose à Grenfell de tuer tous les prisonniers de guerre mais ce dernier refuse de leur faire le moindre mal et, au contraire, fait incorporer les soldats argentins de Manuel Oribe dans l'armée d'Urquiza et les uruguayens dans celle de Garzón.
L'armée brésilienne s'empare facilement du reste de l'Uruguay encore tenu par les Blancos, repoussant le reste des troupes d'Oribe qui l'attaquent par plusieurs escarmouches. Le 21 novembre, les représentants du Brésil, de l'Uruguay et des états d'Entre Ríos et de Corrientes forment une nouvelle alliance à Montevideo avec l'objectif de « libérer le peuple argentin de l'oppression qu'il subit sous la domination du tyran qu'est le gouverneur Rosas ».

## Invasion alliée de l'Argentine

### Avance des armées alliées
Peu de temps après la reddition de Manuel Oribe, les forces alliées se divisent en deux groupes, l'un d'eux remonte le long du Río de la Plata jusqu'à Santa Fe avant de descendre sur Buenos Aires tandis que l'autre doit débarquer directement dans le port de Buenos Aires.
Le premier groupe est composé de troupes argentines et uruguayennes, renforcées par la 1re division de l'armée brésilienne commandée par le brigadier général Manuel Marques de Sousa (en) (plus tard, comte de Porto Alegre). Ces forces sont basées initialement dans la ville de Colonia del Sacramento, au sud de l'Uruguay, sur l'estuaire du Río de la Plata, en face de la ville de Buenos Aires.

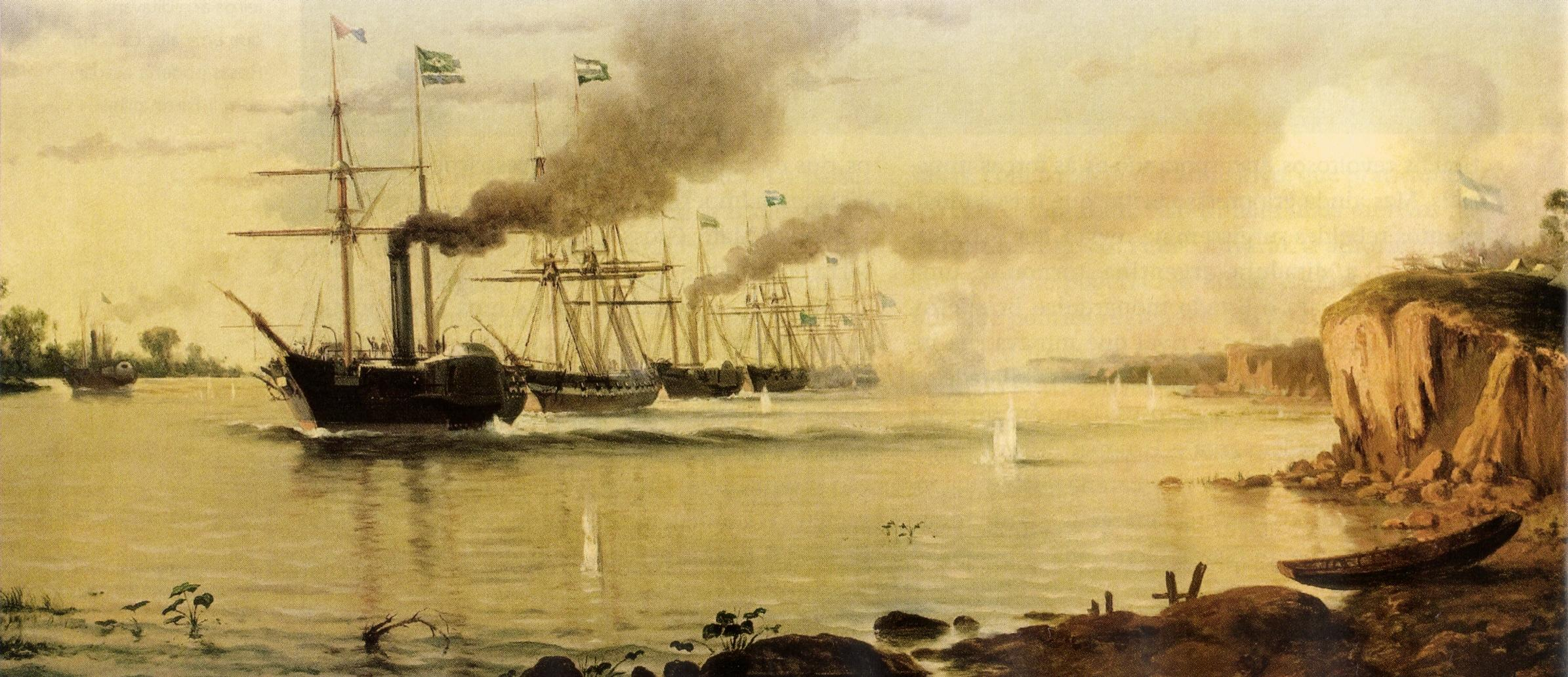
Les navires brésiliens forcent le passage de Tonelero.

Le 17 décembre 1851, une escadre de navires brésiliens, composée de quatre navires à vapeur, trois corvettes et un brick placés sous le commandement de Grenfell, force le passage sur le Rio Paraná, au cours de la bataille aujourd'hui connue sous le nom de bataille de Tonelero ou « passage de Tonelero ». Les Argentins ont en effet installé une puissante ligne défensive à Tonelero, à proximité des falaises d'Acevedo, protégée par 16 pièces d'artillerie et 2 000 fantassins sous le commandement du général Lucio Norberto Mansilla. Les troupes argentines tirent sur les navires de guerre brésiliens, mais se montrent incapables de les empêcher de remonter le fleuve. Le lendemain, les navires brésiliens redescendent le fleuve et se frayent un chemin à travers les défenses de Tonelero. Elles viennent chercher le reste des troupes de la division brésilienne du marquis de Sousa pour les amener à Gualeguaychú. L'arrivée de cette deuxième vague de navires provoque la débandade des soldats de Mansilla qui se retirent en désordre, abandonnant leur artillerie dans la crainte de voir les alliés débarquer et attaquer leurs positions par l'arrière.
L'armée alliée continue de se regrouper à Gualeguaychú. Urquiza et sa cavalerie voyagent par voie de terre à partir de Montevideo, tandis que l'infanterie et l'artillerie sont transportées par des navires de guerre brésiliens sur le fleuve Uruguay. Puis ensemble, elles marchent vers l'ouest jusqu'à la ville de Diamante, sur la rive est du Paraná, où les soldats arrivent à la mi-décembre 1851. Eugenio Garzón et ses troupes uruguayennes sont transportées de Montevideo à Potrero Perez par les navires de guerre brésiliens puis ils continuent à pied jusqu'à Diamante qu'ils atteignent le 30 décembre 1851, date à laquelle toutes les forces alliées sont finalement rassemblées. De Diamante, les troupes traversent le Paraná et débarquent à Santa Fé. Les soldats argentins s'enfuient alors sans opposer de résistance. L'armée alliée, ou plutôt la « Grande Armée de l'Amérique du Sud », comme l'a officiellement appelée Urquiza, se dirige ensuite sur Buenos Aires.
Pendant ce temps, le deuxième groupe, comprenant la majorité des troupes brésiliennes (environ 12 000 hommes) placées sous le commandement de Caxias, est resté à Colonia del Sacramento. Là, le commandant brésilien embarque sur le bateau à vapeur Dom Afonso (nommé en l'honneur du prince impérial Alphonse du Brésil) et entre dans le port de Buenos Aires pour y choisir le meilleur endroit pour faire débarquer ses troupes. Il est prévu que Caxias affronte la flottille argentine ancrée dans la capitale, mais celle-ci ne fait rien pour l'arrêter et le commandant revient tranquillement à Sacramento avec le plan de son attaque. Mais l'attaque n'aura pas lieu car les nouvelles de la victoire alliée à Caseros arrivent,.

### Défaite de Juan Manuel de Rosas
L'armée alliée avance sur la capitale argentine par voie de terre, tandis que l'armée brésilienne commandée par Caxias prépare une attaque de soutien par voie de mer. Le 29 janvier, à la bataille du Campo de Alvarez, l'avant-garde alliée défait une force de 4 000 Argentins dirigée par deux colonels que le général Ángel Pacheco a envoyés pour ralentir l'avance ennemie. Ángel Pacheco se retire. Deux jours plus tard, les troupes placées sous son commandement personnel sont défaites à la bataille du pont de Marques par deux divisions alliées,. Le 1er février 1852, les troupes alliées sont à environ neuf kilomètres de Buenos Aires. Le lendemain, une brève escarmouche entre les avant-gardes des deux armées se termine par une retraite des Argentins,.

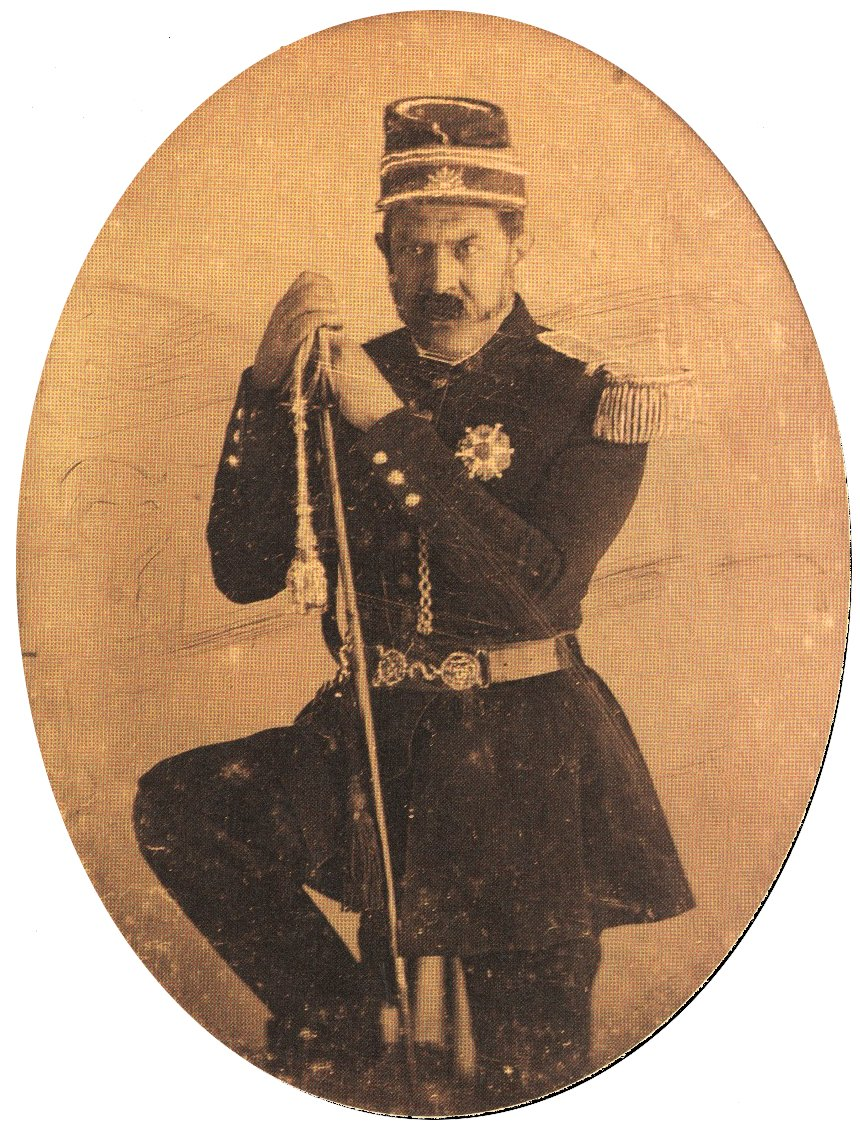
Domingo Faustino Sarmiento, futur président argentin. Il porte l’ordre de la Croix du Sud que lui a donné Pierre II pendant son exil à Petrópolis en 1852.

Le 3 février, l'armée alliée affronte la principale force argentine commandée par Juan Manuel de Rosas lui-même. Sur le papier, les deux parties sont équilibrées. Les Alliés ont sous leurs ordres 20 000 Argentins, 2 000 Uruguayens, 4 000 soldats d'élite brésiliens, soit 26 000 hommes (16 000 cavaliers, 9 000 fantassins et 1 000 artilleurs) et 45 canons. Du côté argentin, Rosas dispose de 15 000 cavaliers, 10 000 fantassins et 1 000 artilleurs, soit un total de 26 000 hommes et 60 canons. Rosas, qui est en mesure de sélectionner les meilleures positions pour son armée, choisit un terrain sur les versants d'une colline de Caseros, de l'autre côté d'une petite rivière appelée Morón Arrojo. Son État-major est installé dans une maison au sommet de Caseros.
Les commandants des forces alliées sont de Sousa, Manuel Luis Osorio (futur marquis d'Erval), Jose Maria Piran, Jose Miguel Galán (qui a remplacé Garzón après sa mort surprise en décembre 1851), Urquiza, le futur président argentin Bartolomé Mitre et Domingo Sarmiento - ces deux derniers commandant conjointement les forces unitaristes argentines. Après concertation, ils donnent l'ordre de lancer l'attaque. Presque aussitôt, les unités avancées des deux armées s'engagent dans la bataille.

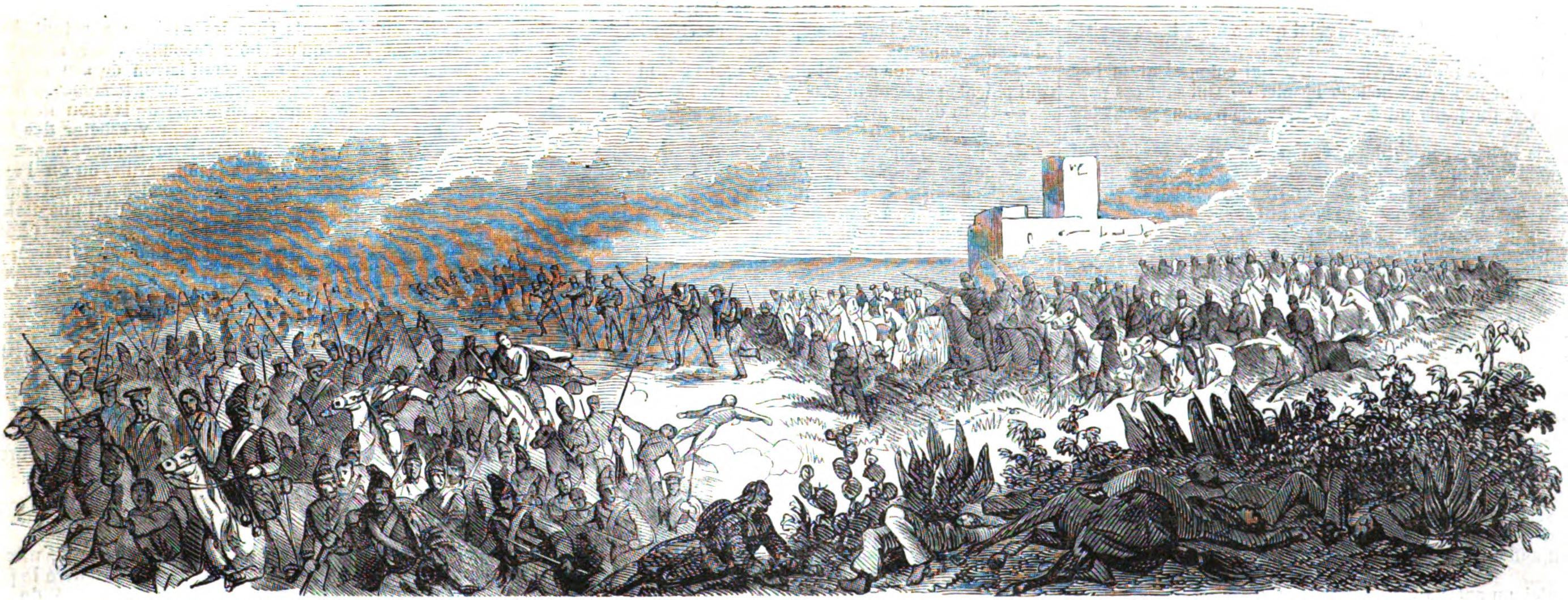
Combat de Santos-Lugares (Caseros): Défait de la cavalerie de Rosas.

La bataille de Caseros, nom sous lequel l'affrontement est aujourd'hui connu, est une grande victoire pour les adversaires de Juan Manuel de Rosas. Bien qu'ils aient commencé la bataille en position d'infériorité, les soldats alliés réussissent à détruire les troupes de Rosas dans un combat qui dure presque toute la journée. Quelques minutes avant que les forces alliées n'atteignent le siège de l'État-major de Rosas, le dictateur argentin s'enfuit du champ de bataille. Déguisé en marin, il rejoint Robert Gore, l'ambassadeur britannique à Buenos Aires, et lui demande l'asile. L'ambassadeur accepte d'emmener Juan Manuel de Rosas et sa fille Manuelita au Royaume-Uni, où il passe ensuite les vingt dernières années de sa vie,. Le rapport officiel indique qu'il y a 600 hommes blessés ou morts du côté des alliés tandis que les pertes argentines sont de 1 400 tués et 7 000 prisonniers. Compte tenu de la durée et de l'ampleur de la bataille, cependant, ce nombre est certainement sous-estimé,.
Pour marquer leur victoire, les troupes alliées défilent en triomphe dans les rues de Buenos Aires. Le défilé comprend l'armée brésilienne, qui a insisté pour que le cortège triomphal ait lieu le 20 février, pour venger la défaite qu'elle a subie lors de la bataille d'Ituzaingó, 25 années auparavant. On dit que la population de Buenos Aires regarda alors en silence, avec un sentiment combiné de honte et d'hostilité, les Brésiliens qui défilèrent.

## Conséquences

### Au Brésil
La victoire de Caseros est une victoire militaire cruciale pour le Brésil. Le Paraguay et l'Uruguay voient leur indépendance reconnue et le projet d'invasion par l'Argentine du Rio Grande do Sul est bloqué. En trois ans, l'empire du Brésil a détruit toute possibilité de reconstituer un État englobant les territoires de la vice-royauté du Rio de la Plata, un souhait que caressaient de nombreux Argentins depuis l'indépendance. Ce que la Grande-Bretagne et la France, les grandes puissances de l'époque, n'avaient pas pu obtenir par des interventions de leurs puissantes marines, l'armée du Brésil et sa flotte l'ont accompli. C'est un tournant dans l'histoire de la région car la victoire alliée marque le début de l'hégémonie impériale non seulement sur la région de la Plata, mais aussi dans le reste de l'Amérique du Sud. La victoire sur le Paraguay, dix-huit ans plus tard, n'est qu'une confirmation de la domination brésilienne.

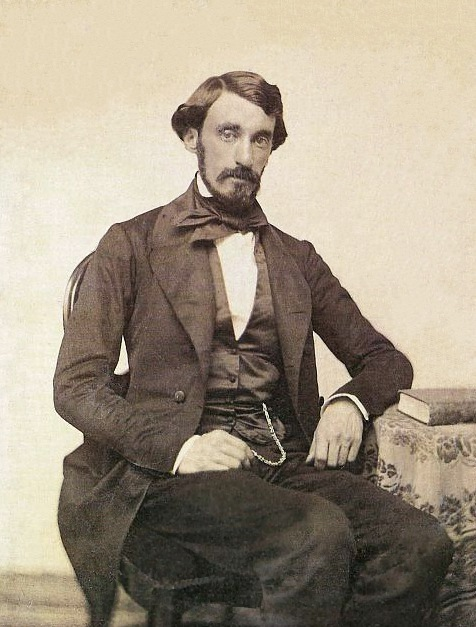
Bartolomé Mitre (photo de 1854).

Les nations hispano-américaines, du Mexique à l'Argentine, souffrent de coups d'État, de révoltes, de dictatures, de bouleversements politiques, d'instabilité économique, de guerres civiles et de sécessions. Le Brésil, pour sa part, sort du conflit avec une monarchie constitutionnelle renforcée et la fin des révoltes internes. La province du Rio Grande do Sul, auparavant souvent lieu d'importants troubles révolutionnaires, a participé activement à l'effort de guerre du pays. Cette implication a fait diminuer les sentiments séparatistes d'une partie de la population, facilitant l'intégration de la province à la nation. La stabilité interne permet également au Brésil de commencer à tenir une place respectée sur la scène internationale, qui coïncide avec l'émergence parallèle des États-Unis, qui établissent seulement leurs propres frontières. Les puissances européennes perçoivent l'Empire brésilien comme une rare exception dans un continent affligé par les guerres civiles et les dictatures. Le Brésil entre dans une période de prospérité économique, scientifique et culturelle, qui dure de 1850 jusqu'à la fin de la monarchie,.

### En Argentine
Peu de temps après la bataille de Caseros, l'accord de San Nicolás est signé par 13 des 14 provinces argentines. Il est conçu pour se conformer au mandat constitutionnel du pacte fédéral qui a présidé à la création de la Confédération argentine et à la convocation d'une Assemblée constitutionnelle à Santa Fe. Cet accord n'est pas accepté par la province de Buenos Aires car il réduit son influence et son pouvoir sur les autres provinces. Buenos Aires fait alors sécession, ce qui fait que l'Argentine est divisée en deux États rivaux et indépendants qui se battent pour établir une position dominante sur l'autre,. On trouve d'un côté, les fédéralistes de la Confédération argentine, dirigés par Justo José de Urquiza. D'autre part, les autonomistes de Buenos Aires. La guerre civile s'achève avec la victoire décisive de la province de Buenos Aires sur le reste de la Fédération lors de la bataille de Pavón, en 1861. Le leader libéral de la province de Buenos Aires, Bartolomé Mitre, est par la suite le premier président élu de la République unie d'Argentine, en 1862,.

### Au Paraguay et en Uruguay
Avec la liberté de navigation sur les cours d'eau de la Plata, le Paraguay a la possibilité de faire venir des techniciens européens et des spécialistes brésiliens pour favoriser son développement. Le libre accès au monde extérieur lui permet aussi d'importer davantage de technologie militaire avancée. Pendant la plus grande partie des années 1850, le dictateur Carlos López harcèle les navires brésiliens qui tentent de naviguer librement sur le Paraguay. Carlos López craint en effet que la province du Mato Grosso devienne une base à partir de laquelle le Brésil puisse lancer une invasion contre lui. Ce différend avec le gouvernement impérial le pousse à ne pas accepter ses revendications territoriales dans la région. Le pays connaît également des difficultés dans la délimitation de ses frontières avec l'Argentine. Celle-ci veut placer la région du Gran Chaco sous son contrôle exclusif. Pour le Paraguay, cette demande est inacceptable car elle supposerait la perte de plus de la moitié de son territoire national.
La fin de la guerre de la Plata ne met donc pas un terme aux conflits dans la région. La paix reste hors de portée en Uruguay où l'instabilité règne en permanence en raison des luttes intestines opposant les Blancos et les Colorados. Les différends frontaliers, les luttes de pouvoir entre les diverses factions régionales et les tentatives d'exercer une influence régionale et interne finissent par servir de déclencheurs à la guerre uruguayenne (1864-1865), ainsi qu'à la guerre de la Triple Alliance (1865-1870),.